# 謝里敦縣 (懷俄明州)
謝里敦縣（英語：Sheridan County）是美国怀俄明州北部的一個縣，北鄰蒙大拿州，面積2,527平方公里。根據2020年美國人口普查，共有人口30,921人。縣治謝里敦（Sheridan）。該縣成立於1888年，縣名紀念南北战争將領菲利普·谢里登。